# Ізоструктурна реакція
Ізоструктурна реакція (рос. изоструктурная реакция, англ. isostructural reaction) — хімічна реакція обміну лігандів, коли структурний тип металічного комплексу залишається незмінним:
MLn + X → MLn-1X + L + ΔE
Хоч такі реакції не обов'язково є ізодесмічними, при розрахунку їхньої енергії досягається високого ступеня взаємної компенсації похибок через те, що зберігається координаційна сфера атома металу.